# 穆赫塔迪·比拉
哈吉穆赫塔迪·比拉王儲 GCVO殿下（1974年2月17日—），是現任汶萊和平之國王儲，同時也是汶萊首相辦公室高級政務部長及汶萊達魯薩蘭大學副校監。

## 榮譽
- 王室成員王冠勳章（英语：Royal Family Order of the Crown of Brunei） （Recipient of the Royal Family Order of the Crown of Brunei）

#### 其他榮譽
- 英国 皇家維多利亞勳章名譽大十字騎士（Honorary Knight Grand Cross of the Royal Victorian Order）